# Pristimantis tubernasus
Pristimantis tubernasus es una especie de anfibio anuro de la familia Craugastoridae.

## Distribución
Esta especie habita entre los 1 000 y 2 400 m de altitud en la Cordillera de Mérida:
- en Venezuela en los estados de Mérida, Táchira y Barinas;
- en Colombia en el parque nacional natural Tamá en el departamento de Norte de Santander.[4]

## Publicación original
- Rivero, 1984 "1982" : Los Eleutherodactylus (Amphibia, Salientia) de los Andes venezolanos. 2. Especies Subparameras. Memoria de la Sociedad de Ciencias Naturales La Salle, vol. 42, n.º 118, p. 57-132.[5]